# Пам'ятник Борцям за волю України (Черкаси)
Пам'ятник Борцям за волю України — пам'ятник у місті Черкасах, відкритий 23 квітня 2016 року. Присвячений усім поколінням українських військовиків, які боролися за національну державність України.

## Опис
Пам'ятник встановлено на перехресті вулиці Хрещатик та вулиці Святотроїцької, неподалік від Пагорба Слави. Пам'ятник має вигляд конусоподібного гранітного обеліска висотою 15 метрів. На обеліску розміщений кований дубово-калиновий вінок з написом: «Борцям за волю України».
Біля підніжжя — 8 пам'ятних брил, на яких викарбувані посвяти учасникам національно-визвольної боротьби України різних періодів історії:
- Слава борцям за волю України ХХ
- Слава борцям за волю України у лавах ОУН-УПА
- Слава героям Холодного Яру!
- Слава героям Небесної Сотні!
- Слава героям Гайдамаччини!
- Слава княжим дружинникам Київської Русі!
- Слава українському козацтву!
- Слава учасникам Української національної революції 1917—1920 років!

На вершині обеліска встановлена двометрова бронзова скульптура архистратига Михаїла, покровителя українського воїнства.
Авторами проекту пам'ятника стали черкаський архітектор Юрій Калашник і відомий український скульптор Микола Білик.

## Відкриття
Відкриття пам'ятника відбулося 23 квітня 2016 року в рамках вшанування Героїв Холодного Яру.
Право відкрити пам'ятник надали трьом учасникам АТО: заступнику командира взводу 128-ї окремої гірсько-піхотної бригади Антону Голоскову, старшому розвіднику третього полку спецпризначення Олександру Могилявскому та головному сержанту 95-ї аеромобільної бригади Олексію Коліснику.
До Черкас на відкриття пам'ятника приїхав віце-прем'єр України В'ячеслав Кириленко, участь у відкритті монумента також взяли голова Черкаської ОДА Юрій Ткаченко, голова Черкаської облради Олександр Вельбивець, мер Черкас Анатолій Бондаренко.

У своєму виступі перед черкащанами віце-прем'єр-міністр В'ячеслав Кириленко зазначив: 
«Зараз складний для України час. Ми відкриваємо монумент не тільки пам'ятаючи про Героїв Холодного Яру, про братів Чучупаків, про інших Героїв, ми відкриваємо цей монумент у серці України — у Черкасах, пам'ятаючи про теперішніх Героїв, які зараз на службі — у шанцях, укріпленнях день і ніч пильнують від окупанта великі українські простори.
І там наш перший фронт — зовнішній, про який ми всі з вами знаємо: щодня зведення бойові читаємо, бачимо, сумуємо за нашими Героями, але знаємо, що Україна — не скорена. Та є і внутрішній фронт. Ви, може, помітили, браття, як так повільненько, хитренько починають говорити: та мовляв, „какая разница“: не важливо, яка мова, яка пісня в ефірі, не важливо, яка книжка у наших крамницях продається, які фільми по нашому телебаченню транслюють. Ми ж — за Європу, а в Європі — свобода, й тому — „какая разница“, хто ти там, і якою мовою говориш. Профанацію нам хочуть нав'язати.
У Європі кожен народ, кожна нація — важливі своєю самобутністю. За це цінують поляків, чехів, словаків, угорців, балтійців — всіх, хто приєднався до Європи, до Європейського Союзу. Доводи, що Україна може якимось додатком долучитися  без ідентичності своєї рідної української, без слова свого  і без віри в себе — це омана. Ми долучимося! Вже долучилися як великий гордий народ зі своєю  самобутністю, і зі своїми Героями, які не раз рятували Європу від орди. І зараз наші хлопці захищають Європу від путінської навали. Вистоїмо! Буде Європа!
І сьогодні, у день початку вшанування холодноярців, цей добрий, великий, справжній, красивий монумент в пам'ять українських Героїв є лише маленькою часточкою  тієї шани й поваги, які ми щодня повсюдно повинні віддавати нашим українським Героям».
Міський голова Черкас Анатолій Бондаренко сказав натомість:
«Цей пам'ятник стане нагадуванням кожному з нас про героїв, які виборювали і сьогодні продовжують виборювати незалежність нашої держави. Щодня. Щохвилини. Часто, на жаль, навіть ціною власного здоров'я і життя. Десятки наших земляків полягли за те, щоб ми з вами могли жити звичним життям, ходили на роботу, виховували дітей… За те, щоб ми будували нашу країну чесною, справедливою й могли відкрито дивитися один одному в очі… Впевнений: патріоти сьогодення не дадуть Російській Федерації поглинути Україну, натомість наша держава буде українською, незалежною та європейською країною».
Голова Черкаської ОДА Юрій Ткаченко наголосив:
«Увесь світ пишається нашими воїнами, які є форпостом європейської цивілізації, які по-справжньому вміють захищати рідну землю… Той, хто бореться за рідну землю завжди перемагає — і перемога за нами. Слава Україні, героям слава!»
Монумент борцям за волю України освятили митрополит Черкаський і Чигиринський УПЦ Київського патріархату Іоанн та священики Української греко-католицької церкви.
На відкриття пам'ятника зібралися понад 5 тисяч осіб: громадські активісти, військові і бійці добровольчих батальйонів.
Одразу після відкриття біля монументу керівники області нагородили шістьох військових нагрудними знаками «Холодний Яр» за особисту мужність та вірність військовій присязі.
В урочистостях взяли участь бійці Легіону «Свобода», полку «Азов», Центру спеціальної тактичної підготовки «Білий вовк», «Українського легіону», військові моряки, а також відомі політики, письменники, митці та громадськість.